# Johann Casten
Johann Casten (* 16. März 1716 in Garde bei Stolp; † 15. November 1787 in Fritzow, Kr. Cammin) war ein deutscher Küster und Pietist.
Johann Casten war der älteste Sohn des Fritzower Küsters Michael Casten († 1727) und dessen Frau Dorothea, geb. Hildebrandt. Nach dem frühen Tod des Vaters wurde Johann vom Ortsgeistlichen für eineinhalb Jahre zu dem Kamminer Domorganisten Held in die Lehre geschickt. Wieder zurückgekehrt begann er im Alter von 13 Jahren sein Amt als Küster in Fritzow. Er unterrichtete die Dorfjugend und betrieb nebenbei eine Steuermannsschule.
Durch die Pastoren Georg Beyer und Johann Friedrich Backe lernte Casten den Pietismus kennen und studierte die Schriften Johann Arnds, Speners, Franckes, Scrivers und Rambachs. Er leitete Erbauungsstunden, an denen die Menschen aus den umliegenden Dörfern teilnahmen.
Er heiratete am 13. November 1737 die Müllerstochter Sophia Buth aus Raddack. Nach dem Tode Johann Castens übernahm der Sohn seiner ältesten Tochter, die den Raddacker Müller Erdmann Friedrich Steffen geheiratet hatte, dessen Amt als Küster in Fritzow. Dieser Johann Gottlieb Steffen gründete 1818 mit dem Pastor Franz Gottlieb Strecker eine „Kleine Lehrerschule zur Vorbereitung künftiger Landschullehrer“.